# FC Libourne
Der Football Club Libourne ist ein französischer Fußballverein aus Libourne, einer Stadt im Département Gironde, 25 Kilometer östlich von Bordeaux gelegen.

## Geschichte
1935 gegründet als FC Libourne trug der Klub ab 1966 den Namen Association Sportive de Libourne. 1998 fusionierte er mit der AS Saint-Seurin-sur-L'Isle und nannte sich bis 2009 FC Libourne-Saint-Seurin. Seither trägt er wieder seinen ursprünglichen Namen, nachdem die Fusion aufgelöst wurde.
Der Club wird in Frankreich häufig als les Pingouins bezeichnet.
Die Vereinsfarben sind Blau und Weiß.

## Stadion
Libourne spielt im Stade Jean Antoine Moueix, das eine Kapazität von 6.050 Plätzen hat.

## Ligazugehörigkeit
In der Saison 1983/84 spielte die damalige AS Libourne erstmals zweitklassig, stieg jedoch bereits sofort wieder ab. Von 2006 bis 2009 hatte Libourne erstmals Profistatus und spielte in der Saison 2006/07 und 2007/08 zweitklassig. Zur Saison 2009/10 erfolgte der Zwangsabstieg in die viertklassige CFA und 2013/14 spielte die erste Elf nur noch in der sechsten Liga.
2023 stieg man aus der fünftklassigen National 3 wieder in die viertklassige National 2 auf.

## Erfolge
- Ligue 2
  - Platz 17: 2006/07
- Französischer Fußballpokal
  - Viertelfinale: 2001/02

## Bekannte Spieler und Trainer
- Matthieu Chalmé (2001/02)
- Thomas Deruda (2006/07)
- Xavier Gravelaine (1989/90)
- Charles Kaboré (2007)
- Claudiu Keșerü (2008)
- François Marque (2004/05)
- Didier Tholot (Trainer 2005–2008)
- Mathieu Valbuena (2004–2006)